# Piteå Walk of Fame
I Piteå har man på gågatan inspirerad av Hollywood Walk of Fame satt ner stenar med namn på personer som är kända och har anknytning till Piteå kommun.

## Namn
- Nicolaus Olai Bothniensis, ärkebiskop
- Christopher Jacob Boström, filosof
- Daniel Solander, lärjunge till Carl von Linné
- Lasse Eriksson, komiker
- Lennart Jähkel, skådespelare
- Liza Marklund, författare
- Åsa Moberg, författare
- Thord Carlsson, programledare för Ring så spelar vi
- Ronny Eriksson, sångare i bandet Euskefeurat och komiker
- Anders Sundström, politiker, bankdirektör
- Curt Boström, politiker
- Nils Edén, statsminister 1917-1920
- Lars Lindgren, ishockeyspelare
- Mattias Öhlund, ishockeyspelare
- Tomas Holmström, ishockeyspelare
- Mikael Renberg, ishockeyspelare
- Niklas Jonsson, längdskidåkare
- Magnus Ingesson, längdskidåkare
- Bo Sundström, sångare i Bo Kaspers Orkester
- Anna-Lotta Larsson, sångerska
- Nicolai Dunger, sångare
- Erik Westberg, dirigent, professor[1]
- Hanna Öberg, bragdguldvinnare, OS-medaljör[1]